# Dầu dừa

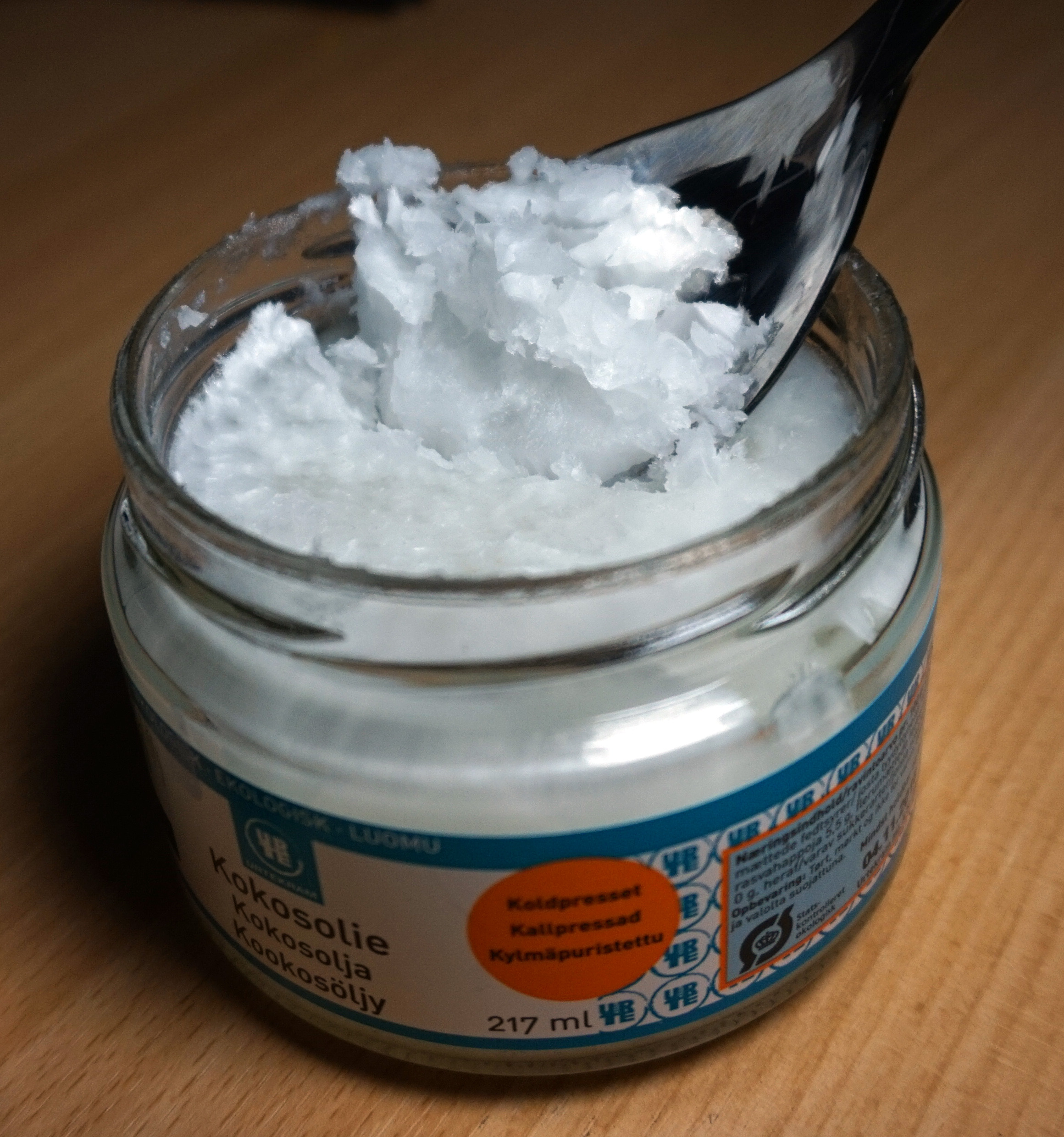
Dầu dừa

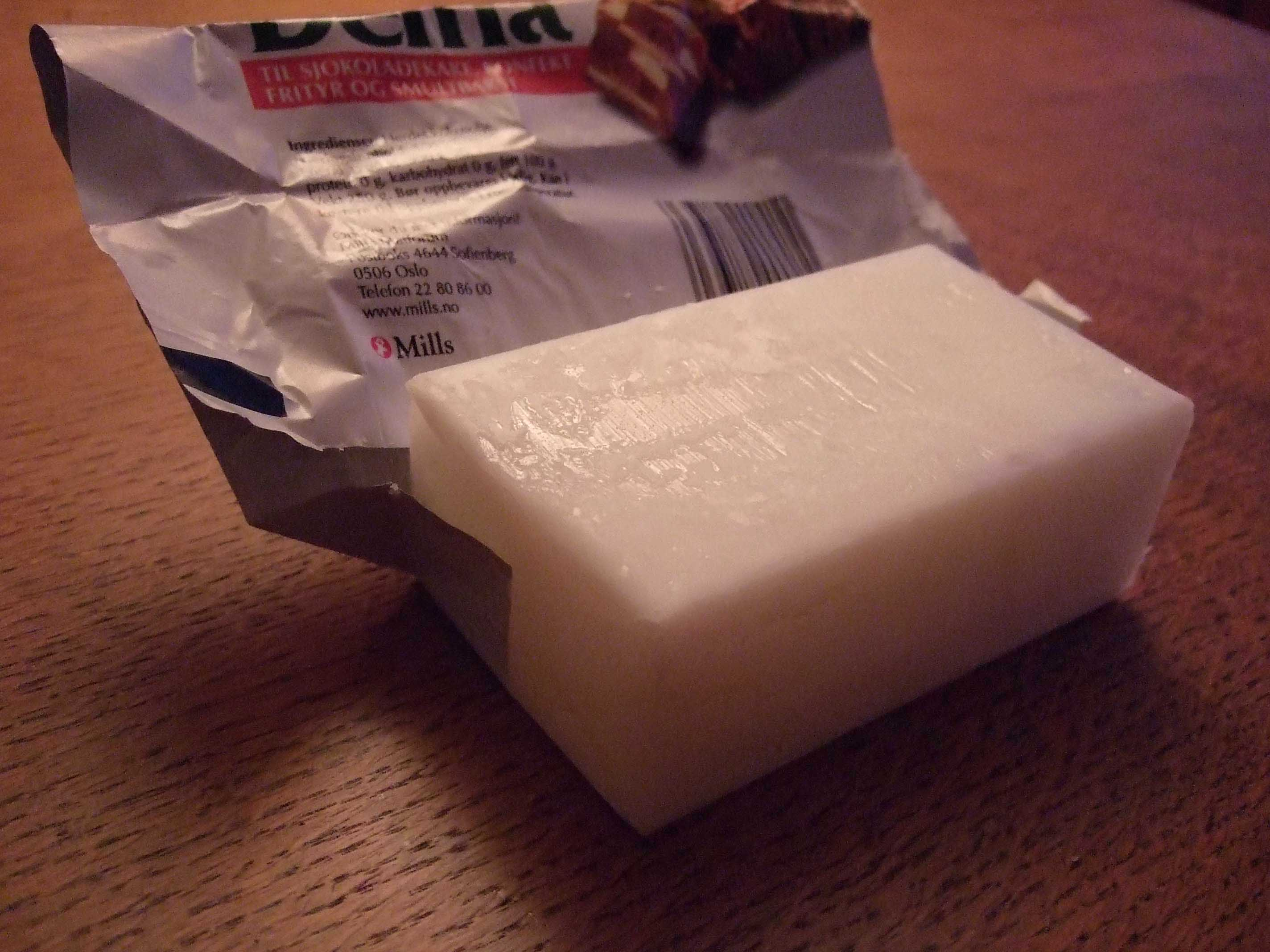
Dầu dừa ở dạng cứng, sản phẩm của một công ty của Na Uy

Dầu dừa là một loại dầu ăn được chiết tách từ cơm dừa. Ở vùng nhiệt đới, nó là nguồn cung cấp chất béo quan trọng trong các bữa ăn của người dân. Nó được sử dụng trong nhiều lĩnh vực như thực phẩm, dược phẩm, và công nghiệp. Dầu dừa cung cấp nguồn nhiệt rất ổn định do đó nó thích hợp trong các cách nấu ăn ở nhiệt độ cao như chiên hay rán. Do tính ổn định nên nó ít bị oxy hóa, và do hàm lượng chất béo no cao nên có thể cất giữ lâu đến 2 năm. Food and Drug Administration Hoa Kỳ, WHO, Viện dinh dưỡng quốc tế, United States Department of Health and Human Services, American Dietetic Association, American Heart Association, British National Health Service, và Dietitians of Canada khuyến nghị hạn chế dùng một lượng lớn dầu dừa do hàm lượng chất béo no cao.
Nói về tác dụng trong làm đẹp của nó, có kể đến khả năng như dưỡng da, chăm sóc tóc, giảm cân hay tẩy trắng răng miệng, chống ung thư, tẩy trắng đồ, Bên cạnh đó dầu dừa còn được dùng làm nguyên liệu nấu ăn nguyên liệu mỹ phẩm.

## Sách tham khảo
- Adkins SW; Foale M and Samosir YMS, biên tập (2006). Coconut revival – new possibilities for the ‘tree of life’. Proceedings of the International Coconut Forum, 22–ngày 24 tháng 11 năm 2005 (PDF). Cairns, Australia: ACIAR Proceedings. ISBN ngày 1 tháng 1 năm 86320 515 2. Bản gốc (PDF) lưu trữ ngày 15 tháng 4 năm 2016. Truy cập ngày 19 tháng 12 năm 2011. {{Chú thích sách}}: Kiểm tra giá trị |isbn=: ký tự không hợp lệ (trợ giúp)Quản lý CS1: nhiều tên: danh sách biên tập viên (liên kết)
- Salunkhe, D.K., J.K. Chavan, R.N. Adsule, and S.S. Kadam. (1992). World Oilseeds – Chemistry, Technology, and Utilization. Springer. ISBN 9780442001124.